# Nucleoside
I nucleosidi sono composti chimici costituiti da uno zucchero pentoso (D-ribosio o 2-desossi-D-ribosio) e da una base azotata purinica (adenina, guanina) o pirimidinica (citosina, uracile, timina) unite per mezzo di un legame β-glicosidico.
I nucleosidi si possono ottenere semplicemente per idrolisi dagli acidi nucleici: infatti i nucleosidi, per aggiunta di un gruppo fosfato, formano i nucleotidi, i monomeri dell'RNA o del DNA a seconda che lo zucchero costituente sia rispettivamente il ribosio o il desossiribosio.
I nucleosidi si formano anche grazie a una reazione di condensazione tra lo zucchero e la base azotata: si forma un Legame glicosidico tra il carbonio-1' dello zucchero e tra il gruppo amminico in posizione 1 di una pirimidina o con il gruppo amminico in posizione 9 di una purina.
Nel caso la molecola sia formata da una base azotata unita grazie a un legame N-glicosidico a una molecola di desossiribosio, viene detta deossiribonucleoside.